# Emma Dahl
Emma Dahl (Duitsland, Holstein, Plön, 6 april 1819 – Denemarken, Kopenhagen, 13 december 1896) was een Duits/Noors zangeres, componiste, muziekpedagoge, vertaalster en organisator van culturele bijeenkomsten. Haar stembereik lag in het segment sopraan, mezzosopraan.

## Achtergrond
Emma Amalie Charlotte Freyse kwam uit een arm en kinderrijk milieu. Haar vader Martin Freyse en moeder Magdalena Catharina Röden voerden een konditorei (soort banketbakkerij). De broer van haar vader nam haar mee naar Hamburg en daar maakte ze kennis met haar toekomstige pleegmoeder barones en zangeres Maria Anna van Natorp Sessi. Ze trouwde in 1842 met boekhandelaar en uitgever Johan Fjelsted Dahl (Kopenhagen, 1 januari 1807- Oslo 16 maart 1877) Er zou sprake zijn van een echtpaar met zes à zeven kinderen. Aan het eind van haar leven werd ze getroffen door doofheid, het verlies van een van haar kinderen en ook kwam er onvoldoende geld binnen. Ze was een gevierd zangeres bij leven, maar na haar dood, kwam ze in de lijst van vergeten vrouwelijke kunstenaars terecht. In de belangrijkste boekwerken over muziek en encyclopedieën uit die tijd ontbreekt ze volledig of kreeg ze een summier artikeltje, soms werd ze alleen maar genoemd in het artikel over haar man. De vrouwenemancipatie was nog niet echt op gang gekomen.

## Muziek
De eerste muzieklessen volgden van haar pleegmoeder en kwam ze in contact met het culturele leven in Duitsland. Ze kan aan de slag bij operahuizen in Berlijn, Breslau, Leipzig en Schwerin. Haar debuut was in 1836 in Berlijn in Die Freischütz. In 1841 nam ze in Chirstiania de artiestennaam Emma Freyse-Sessi aan. Ze was in Noorwegen een van de eerste zangeressen met een professionele opleiding. Een jaar later trouwde ze en nam de naam Emma Dahl aan. Haar man begeleidde haar op haar concertreizen en samen probeerden ze een internationale carrière van de grond te krijgen. Ze zong daarbij aria’s uit diverse opera’s van Wolfgang Amadeus Mozart, Gioacchino Rossini en Vincenzo Bellini. Er volgden muzikale trips naar Berlijn en Parijs. In dezelfde tijd probeerde ze als vrouw ook het culturele leven in haar stad Oslo een impuls te geven als leidster van een ontmoetingsplaats voor kunstenaars. Ze zong in het Christiania Theater mee in diverse opera’s. Muziekcriticus  en componist Otto Winter-Hjelm vond daarbij haar zangstem beter dan haar acteertalent. Daarbij moet in ogenschouw genomen worden dat diezelfde Otto Winter-Hjelm in haar necrologie in het geheel niet repte over de werken die Emma Dahl had geschreven. Ze speelde en zong daarbij veelvuldig haar eigen werk, al dan niet met door haarzelf vertaalde teksten. In de jaren zestig van de 19e eeuw trok ze zich langzaam terug uit het openbare leven om zich zelf geheel aan de zangkunst te wijden. Na de dood van haar man keerde ze terug naar Denemarken, Kopenhagen, alwaar ze zich in de schilderkunst probeerde te verdiepen. Een van haar leerlingen is zangeres Mathilde Andersen. 

### Werken
Haar muziek wordt gekenmerkt door eenvoudige melodielijnen. Haar bekendste lied (althans in Noorwegen) is Margrethes vuggesang op een tekst van Henrik Ibsen. Edvard Grieg zou pas drie jaar later dezelfde tekst van muziek voorzien.
- opus 2: Drie Deutsche Lieder op tekst van Heinrich Heine, Mosen en Rellstab
- opus 3: Punschlied, Im Norden zu singen (1843, tekst Schiller)
- opus 7: Otta Digte
- opus 8: Fire Digte
- opus 10: Fem Digte
- opus 11: Fire sange af Kaalund
  - Soen
  - De to haner
  - Bukken og grisen
  - Hundehvalpen
- opus 14: Mazurka voor piano, opgedragen aan Augusta Nielsen in Kopenhagen
- opus 17: Solfeggi per una e due voci (voor een of twee zangstemmen en piano)
- opus 18: Tre Digte
- opus 19; Zigeunerskan
- opus 20: Tva sange (1872)
- opus 21: Eremitens bøn (1872)

- Sang ved Carl Johans død op tekst van Henrik Wergeland (1844)
- To Sernader (1851)
- Margretes vuggesang (1864)
- Han tvær over Bænkene hang (1864)
- Edderkoppen (1867)
- Die Sennin von Nicolai Lenau (1867)
- La separation, romance dramatique for sang og piano (Warmuth 1875)
- Taylor’s sang
- The dream of home
- Der Wellenschalg (1853 voor piano)
- Entwürfe zu Bjørnstjerne Bjørnsons Maria Stuart (toneelmuziek)
- Konmgsemnerne Henrik Ibsen voor koor en orkest
- Saeterjenten (1871)
- Five original songs 
  - I see thee weep (Ich sah dich weinen)
  - Mother O sing me to rest (Mutter! O sing mich)
  - How sad my song (Nu sagte min sang)
  - That one dear spot (Des felckchen Erde)
  - I love him (Ich liebe ihn)
  - opgedragen aan Bjarne Fjeldstedt Dahl

- Bibliothèque nationale de France: cb173299372 (data)
- Gemeinsame Normdatei: 1127365843
- International Standard Name Identifier: 0000 0004 8096 0879
- Virtual International Authority File: 1983148947802854950009
- WorldCat: E39PBJbCJwwPfhvPMG4R3kYQMP